# Коритько Володимир Михайлович
Володимир Михайлович Коритько (біл. Ўладзімір Міхайлавіч Карыцька, рос. Владимир Михайлович Корытько; 6 липня 1979) — білоруський футболіст. Нині захищає кольори «Шинника».

## Біографія
Народився 6 липня 1979 року в Молодечні, БРСР. Вихованець ДЮСШ (Молодечно). Перший тренер — Олександр Петрович Гармаза.

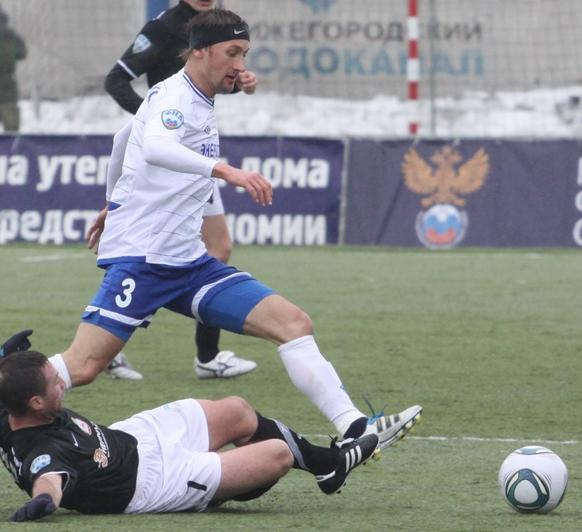
Володимир Коритько в брянському «Динамо». 31 березня 2012 року

Почав свою кар'єру в 1998 році в білоруському клубі «Молодечно» і відіграв у своєму дебютному сезоні 8 матчів. У 1999 році перейшов в «Торпедо-МАЗ». У 2001 році перейшов в «Славію». Відігравши півроку, перейшов у словацький «Ружомберок».
2002 року перебрався в Росію, де виступав за «Ростсільмаш» (Ростов-на-Дону), «Сатурн-Ren TV» (Раменське), «Торпедо-Металург» (Москва) та «Аланію» (Владикавказ)
На початку 2006 року став гравцем запорізького «Металурга», проте закріпитись в команді не зумів і по завершенні сезону повернувся в Росію, підписавши контракт з «Тереком» (Грозний).
В січні 2007 року став гравцем одеського «Чорноморця», у складі якого за два роки зіграв 56 матчів у чемпіонаті і забив 16 голів. Також забив 5 голів у 6 матчах національного кубку. В січні 2009 року перейшов в донецький «Металург».
В січні 2010 перейшов у «Шинник» (Ярославль). В кінці 2011 року поповнив лави клубу «Динамо» (Брянськ), але вже через півроку повернувся в «Шинник».
У жовтні 2014 року Коритько в результаті конфлікту з тренерським штабом покинув «Шинник», з яким у нього продовжував діяти контракт. 19 листопада орендований тульським «Арсеналом» до кінця сезону, за підсумками якого «гармаші» вилетіли з Прем'єр-ліги.

### Збірна
З 2002 по 2012 рік виступав за збірну Білорусі. У збірній провів 40 матчів, забив 3 голи.